# Kerobokan (administrativ by i Indonesien)
Kerobokan (indonesiska: Kelurahan Kerobokan) är en administrativ by i Indonesien.   Den ligger i provinsen Provinsi Bali, i den sydvästra delen av landet, 1 000 km öster om huvudstaden Jakarta. Kerobokan ligger på ön Bali.